# 西照寺 (愛西市)
西照寺（さいしょうじ）は、愛知県愛西市東條町にある真言宗智山派の寺院である。別格本山大須観音宝生院（名古屋市中区）の末寺で、本尊は聖観音菩薩（聖観世音菩薩立像）。

## 沿革

### 甚目寺（じもくじ）の西網之坊
「西網之坊（にしあみのぼう）」は、寺伝によると甚目龍麻呂（はだめたつまろ）が愛知県あま市に甚目寺（通称「甚目寺観音」）を創建した翌年の推古天皇6年（598年）に開基された。
西網之坊は甚目家の末裔（まつえい）で、網之衆三家の一つであり、現住職は龍麻呂翁より数えて83代目となる。

### 市江村の遍照院
古くより市江村前ケ平に真言宗の大寺と伝わる遍照院があったが、織田信長の長島一向一揆前哨戦で村一帯は焼き討ちに遭い、遍照院は焼失、廃寺となる。
その際、本尊薬師如来像は田圃（たんぼ）に埋めて守られ、後に掘り出されて当地に安置された。その像は、平安時代初期の木造の立像であり、リング状の光背があり、左手は施無畏印、右掌に薬壺を載せ、通常の薬師如来立像とは逆手になっている大変珍しい造像である。

### 東條の薬師堂
遍照院焼失後、まもなくして田圃に埋められていた薬師如来像や弘法大師像および諸像が掘り出され、堂を建て祀られた。その堂は「薬師堂」と呼ばれた。また、江戸時代末期から大正時代まで当寺は役場業務を担っていた。そして、明治時代の初めには、庫裡に「市江尋常小学校」の前進となる「小学潜思学校」が創設された。
度々の大きな自然災害にも持ち堪え、第2次世界大戦においてはB29の襲撃を受けて焼夷弾が薬師堂屋根ほか境内に7発落ちるも焼失を免れた。

### 西網之坊の存続
甚目寺の東門前にあった西網之坊は度重なる自然災害の被災により、昭和9年（1934年）当地に移転し、東條の薬師堂が本堂となり合併した。
その後、西網之坊の聖観音菩薩像を本尊とし、昭和17年（1942年）に「西照寺」と改名される。ハス畑が美しく広がる愛西市において、当寺は西網之坊の歴史と本尊を守り続けている。

### 本尊聖観音菩薩立像（厨子入）
作者不詳・壱尺四寸一木造りの彫眼古色、左手に未開敷の蓮華を胸前に持ち、右手は胸前にたててその花びらを開こうとする姿で、ふっくらとした丸顔の優しい顔をしていて、頭髪部には煌びやかな飾りを載せ、金色の舟形の光背がある。須弥壇の中央に弘法大師坐像が鎮座し、その両脇に薬師如来立像と共に祀られている。

## ご詠歌

### ご詠歌
静（しずか）たる姿（すがた）　命のほとや　なかからむ　はだめの席に　すますみ佛

### 解説
すべて当寺本尊（聖観音菩薩）のことを表していて、「静かなお姿は命の源となって脈々と今に繋がっています。清らかな佇まいの甚目の観音さま。」という意味。
- 「静」：せいとも読めることから聖観音の聖とも掛けている、
- 「ほと」：泉・源、
- 「なかからむ」：中絡むで脈々と繋がっていると訳す、
- 「はだめ」：甚目家、
- 「席」：場所・その場、
- 「すます」：為ますのことで澄ますと掛けていて最初の静に通じる、
- 「み佛」：観音さまのこと。

## 文化財

### 愛西市指定有形文化財
- 木造薬師如来立像：2020年（令和2年）3月26日指定[6]。
- 厨子入木造聖観音菩薩立像：2020年（令和2年）3月26日指定。
- 木造地蔵菩薩坐像：2020年（令和2年）3月26日指定。

## 行事
日程はその月により替わるので寺に問い合わせのこと。

### 月例行事
- 御詠歌入門クラス[7]
- 御詠歌のつどい
- お写経会：毎月21日
- 刺し子ちくちく会

### 年間行事
- 1月：初参り
- 2月：涅槃会
- 3月：春彼岸供養
- 4月：花まつり、春季永代経、施餓鬼供養
- 5月：弘法さん（御開帳）
- 8月：盆供養
- 9月：秋彼岸供養
- 10月：秋季永代経、施餓鬼供養